# Chilomima clarkei
Chilomima clarkei là một loài bướm đêm trong họ Crambidae.